# Bitwa morska u brzegów Ozylii
Bitwa u brzegów Ozylii – starcie zbrojne, które miało miejsce 4 czerwca 1719 roku podczas wielkiej wojny północnej.
Bitwa stoczona została w pobliżu wyspy Ozylia (dziś Sarema). Eskadra rosyjska dowodzona przez kapitana Sieniawina (7 okrętów, 330 dział) pokonała szwedzką eskadrę (3 okręty, 92 działa) dowodzoną przez komodora Wrangla. Rosjanie stracili w bitwie zaledwie 18 ludzi, podczas gdy po stronie szwedzkiej było 110 zabitych i rannych, a wszystkie okręty zdobyli Rosjanie. Było to pierwsze rosyjskie zwycięstwo na morzu odniesione bez stosowania taktyki abordażu.